# Schulhaus Bungertwies

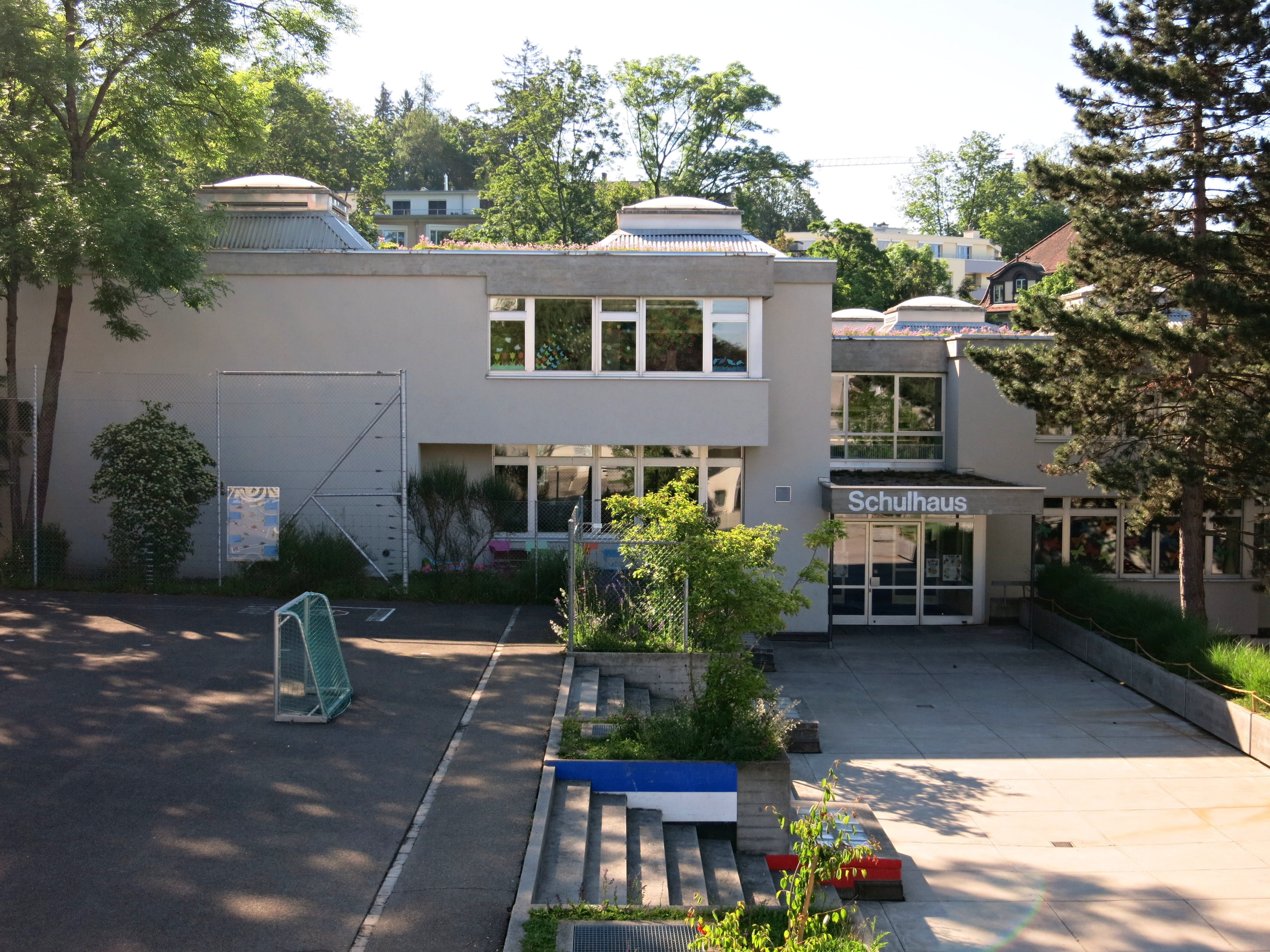
Eingang Schulhaus Bungertwies 2019

Das Schulhaus Bungertwies ist eine für den Primarschulunterricht genutzte Schulanlage in Hottingen, die zum Schulkreis Zürichberg der Stadt Zürich gehört. Die Schulanlage wird durch drei Kindergärten, Turnhallen, einen Sportplatz und eine Schulschwimmanlage ergänzt, die auch als öffentliches Quartierhallenbad dient. 
Die Anlage wurde von den Architekten Max Ernst Haefeli, Werner Max Moser und Rudolf Steiger entworfen und 1973 gebaut. Sie liegt im Villenviertel des Zürichbergs neben dem Wolfbachtobel. Das Schulhaus hat einen überdeckten hallenartigen Innenhof mit daran angrenzenden Klassenräumen. Gemäss dem damaligen Zeitgeist wurde die Schule mit Freizeiteinrichtungen integriert. Das Hallenbad war das erste seiner Art, das sowohl von der Schule, wie auch von den Quertierbewohnern benutzt werden konnte. Für den Schwimmunterricht wurde das Schwimmbecken mit einem in der Höhe verstellbaren Boden versehen. Das Dach wurde teils als Oberlicht, teils als Sonnenterrasse ausgebildet. Die Wandgestaltung der Schwimmhalle wurde von Elsa Burckhardt-Blum übernommen. Die gesamte Schulanlage steht unter Denkmalschutz.
An der Schule werden ungefähr 230 Schüler in drei Kindergärten und acht Primarschulklassen von 27 Lehrpersonen unterrichtet.